# Saint-Jean-Soleymieux
Saint-Jean-Soleymieux là một xã trong tỉnh Loire miền trung nước Pháp.